# Протокол Traffic Light
Протокол Traffic Light (англ. Traffic Light Protocol, дословно: «Протокол Светофор») — набор обозначений для маркировки конфиденциальной информации с целью указать аудиторию её дальнейшего распространения. Информация маркируется одним из четырёх цветов, которые обычно указываются в колонтитулах документа при помощи надписи вида: «TLP: Цвет».
Изначально был создан в начале 2000-х британским правительственным центром National Infrastructure Security Coordintaional Centre (англ. NISCC, ныне National Protective Security Authority) в целях поощрения обмена засекреченной информации.
Организация или лицо, которое выпускает документ, при помощи цветовых обозначений сообщает о том, как именно может распространяться документ после непосредственного получения. Таким образом, может увеличиться поток информации между сотрудниками, организациями и сообществами. Важно, чтобы все участники обмена документов с системой «Светофор» понимали и соблюдали требования протокола.
Существует несколько описаний протокола:
- ИСО/МЭК 27010:2012, как часть стандартов «Руководящие указания по обеспечению защиты информационного обмена между подразделениями и организациями»[6].
- От US-CERT в виде публичного и простого определения[7].
- От форума FIRST (Forum of Incident Response and Security Teams), версия 1.0 общего протокола TLP от 31 августа 2016.[8]

## Цвета и их значения
Всего используется 4 цвета:
- КРАСНЫЙ — крайне конфиденциальная информация, только для конечного получателя

К примеру, информация должна быть доступна только участникам встречи или заседания. В большинстве случаев информация передается лично.
- ЖЕЛТЫЙ — ограниченное распространение

Получатель может поделиться «ЖЕЛТОЙ» информацией только в рамках своей организации (при условии, что этой информацией нужно поделиться). Автор конкретной информации может установить пределы, в которых разрешается ею делиться.
- ЗЕЛЕНЫЙ — широкое распространение

Информация этой категории может быть широко распространена в пределах определенного сообщества. Тем не менее, информация не может быть опубликована в СМИ, Интернете или где бы то ни было, за пределами сообщества.
- БЕЛЫЙ  — неограниченное распространение

Распространяется свободно, но не должна нарушать авторские права.